# Pternopetalum gracillimum
Pternopetalum gracillimum är en flockblommig växtart som först beskrevs av H.Wolff, och fick sitt nu gällande namn av Hand.-mazz. Pternopetalum gracillimum ingår i släktet Pternopetalum och familjen flockblommiga växter. Inga underarter finns listade i Catalogue of Life.